# さだまさしカウントダウンスペシャル
『さだまさしカウントダウンスペシャル』は毎年大晦日に文化放送が放送する特別番組。さだまさしの冠番組でもある。

## 略歴
さだは2008年以降、毎年カウントダウンライブを行っており、さだと関係の深い文化放送が、当初はライブ終了後のさだを迎えて生放送を編成していたが、2010 - 11年の年越しから0:00の年越しの瞬間を跨ぐ形で編成するようになり、現在に至っている。
番組タイトルにはその年の干支を交えたタイトルを用いている。また年度によってはNHKテレビで放送される『年の初めはさだまさし』との相互生放送を行い、文化放送側のナビゲーターでもある寺島尚正アナウンサーが出演することもある。加えて、さだは2017年より『ももいろ歌合戦』にも出場しており、当ライブ時間帯と両局の放送時間帯がすべて重なる場合はライブ会場から楽曲を披露するため、当該楽曲に限りニッポン放送の中継番組『ももいろクローバーZ ももいろ歌合戦 ラジオで生中継』とNRN相互生放送となる。2021年は『第72回NHK紅白歌合戦』に特別枠で出場した際も同様の措置が採られたため、NHKテレビやNHKラジオ第一放送との相互生放送となった。
文化放送をキーステーションに全国ネットで放送され、文化放送と同様にさだと関係が深い、愛知県の東海ラジオ（2024年現在は『さだまさし 1時の鬼の魔酔い』制作局）は毎年フルネットを行っている。その他の局は大晦日基準において月 - 木曜放送の『レコメン!』を差し替えて放送される。一方、金曜日から土曜日に跨る場合は『嵐・相葉雅紀のレコメン!アラシリミックス』において自社向け版と地方局向け版を二重制作している体制が続けられているため、土曜日から日曜日に跨る場合は多くの局がニッポン放送制作番組を優先するため、日曜日から月曜日に跨る場合は全国ネットライン番組が無かったり、各局において放送休止時間の設定などの関係上ネットされる局が少なくなる。この他、ラジオ福島（2024年以降）やRSK山陽放送など独自の年越し特番を放送するためネットしていない局もある。

## 放送略歴
- 2010年01月01日 01:00 - 03:00
  - 国技館だヨ!さだまさし 〜歌とテレビと紙相撲〜
  - 会場：両国国技館
  - ネット局：東海ラジオ
- 2010年12月31日 23:50 - 2011年（卯年）01月01日 01:30[4]
  - うさぎ年だヨ!さだまさし 〜歌とテレビと紙ヒコーキ〜
  - 会場：名古屋国際会議場センチュリーホール
  - ネット局：【23:40先行放送】東海ラジオ[5]
- 2011年12月31日 23:30 - 2012年01月01日 01:30[6]
  - さだまさしカウントダウンスペシャル
  - ゲスト：チキンガーリックステーキ
  - 会場：大阪市中央体育館
  - ネット局：東海ラジオ[7]
- 2012年12月31日 22:00 - 2012年01月01日 01:00
  - さだまさしカウントダウンスペシャル
  - 会場：仙台サンプラザホール
  - ネット局：【フルネット】秋田放送、東海ラジオ[8]、KBS京都・滋賀、南日本放送／【23:43飛び乗り】東北放送[9]／【0:00飛び乗り】青森放送、IBC岩手放送、山形放送、茨城放送、栃木放送、新潟放送、信越放送、山梨放送、北日本放送、福井放送、和歌山放送、山陰放送、中国放送、山口放送、西日本放送、四国放送、南海放送、高知放送、長崎放送、熊本放送、宮崎放送
- 2013年12月31日 22:00 - 2014年01月01日 01:00
  - さだまさしカウントダウンスペシャル2014
  - 会場：フェスティバルホール
  - ネット局：【フルネット】秋田放送、ラジオ福島、東海ラジオ[8]、KBS京都・滋賀、南日本放送／【0:00飛び乗り】青森放送、IBC岩手放送、東北放送、山形放送、茨城放送、栃木放送、信越放送、山梨放送、北日本放送、福井放送、和歌山放送、山陰放送、中国放送、山口放送、西日本放送、四国放送、南海放送、高知放送、長崎放送、熊本放送、宮崎放送
- 2014年12月31日 22:00 - 2015年（未年）01月01日 01:00[10]
  - さだまさしカウントダウンスペシャル2015 〜ヒツジだョ!全員集合〜
  - 会場：東京国際フォーラム・ホールA
  - ネット局：【フルネット】秋田放送、ラジオ福島、東海ラジオ[8]、KBS京都・滋賀、南日本放送／【0:00飛び乗り】青森放送、IBC岩手放送、東北放送、山形放送、茨城放送、栃木放送、信越放送、山梨放送、北日本放送、福井放送、和歌山放送、山陰放送、中国放送、山口放送、西日本放送、四国放送、南海放送、高知放送、長崎放送、熊本放送、宮崎放送
- 2015年12月31日 22:00 - 2016年（申年）01月01日 01:00[11]
  - さだまさしカウントダウンスペシャル2016 〜猿けど来る!尾張だけど始まる!〜
  - 会場：名古屋国際会議場センチュリーホール
  - ネット局：【フルネット】秋田放送、ラジオ福島、東海ラジオ[12]、KBS京都・滋賀、南日本放送／【0:00飛び乗り】青森放送、IBC岩手放送、東北放送、山形放送、茨城放送、栃木放送、信越放送、山梨放送、北日本放送、福井放送、和歌山放送、山陰放送、中国放送、山口放送、西日本放送、四国放送、南海放送、高知放送、長崎放送、熊本放送、宮崎放送
- 2016年12月31日 23:30 - 2017年（酉年）01月01日 01:00
  - さだまさしカウントダウンスペシャル2017 〜ムネに勇気モツ! ササ、ミんな聞くっテバ〜
  - 会場：東京国際フォーラム・ホールA
  - ネット局：【フルネット】東海ラジオ[13]／【23:55飛び乗り】栃木放送
- 2017年12月31日 23:30 - 2018年（戌年）01月01日 01:00
  - さだまさしカウントダウンスペシャル in 国技館 戌年もコリーずにヨーク喋るテリア!
  - 会場：両国国技館
  - ネット局：東海ラジオ、栃木放送
- 2018年12月31日 23:30 - 2019年（亥年）01月01日 01:00
  - さだまさしカウントダウンスペシャル in 国技館 〜ラスト!ヘイセイ!ヤング アントキノイノシシ
  - 会場：両国国技館
  - ネット局：東海ラジオ[14]
- 2019年12月31日 22:00 - 2020年（子年）01月01日 01:00[15]
  - さだまさしカウントダウンスペシャル in 国技館 〜チュー!チュー!もっと亥（い）ーから子（ね）!〜
  - 会場：両国国技館
  - ネット局：【フルネット】秋田放送、ラジオ福島、静岡放送、東海ラジオ[12]、KBS京都・滋賀、ラジオ関西、南海放送／【0:00飛び乗り】青森放送、IBC岩手放送、東北放送、山形放送、茨城放送、栃木放送、新潟放送、信越放送、山梨放送、北日本放送、北陸放送、福井放送、和歌山放送、中国放送、山口放送、西日本放送、四国放送、高知放送、長崎放送、大分放送、熊本放送、宮崎放送、南日本放送
- 2020年12月31日 22:00 - 2021年（丑年）01月01日 01:00[16]
  - さだまさしカウントダウンスペシャル 〜ステーキな、ハラミたす（腹満たす）生ミノうた!元タンまで、よけレバー、よロースく!!〜
  - 会場：東京国際フォーラム[17]（無観客開催）
  - ネット局： 【フルネット】秋田放送、ラジオ福島、静岡放送、東海ラジオ[18]、KBS京都・滋賀、ラジオ関西、南海放送／【0:00飛び乗り】青森放送、IBC岩手放送、東北放送、山形放送、茨城放送、栃木放送、新潟放送、信越放送、山梨放送、北日本放送、北陸放送、福井放送、和歌山放送、中国放送、山口放送、西日本放送、四国放送、高知放送、長崎放送、大分放送、熊本放送、宮崎放送、南日本放送
  - 両国国技館でのカウントダウンライブ（有観客）を中継する予定だったが、新型コロナウイルス感染者数拡大の影響により中止となった為、無観客生配信『SEVEN UNIFORM presentsゆく年くる年 さだまさし 生配信』を実況中継することになった[19]。
- 2021年12月31日 22:30 - 2022年（寅年）01月01日 00:30[20]
  - さだまさしカウントダウンスペシャル in 国技館 〜きタイガーいっぱい（期待がいっぱい）! 2022 風に立つ虎になりタイガー!〜
  - 会場：両国国技館
  - ネット局：【フルネット】東海ラジオ[18][21]／【0:00飛び乗り】長崎放送[22]
- 2022年12月31日 23:00 - 2023年（卯年）01月01日 01:00
  - さだまさしカウントダウンスペシャル in 国技館 〜2023へヨーイドン! 卯（う）っかり寝ないで、聴いてピョン!〜
  - 会場：両国国技館
  - ネット局：東海ラジオ、信越放送[23]
- 2023年12月31日 23:00 - 2024年（辰年）01月01日 00:30
  - さだまさしカウントダウンスペシャル in 国技館 ～2024年もさだは昇り龍！風に辰（たつ）ドラゴン～
  - 会場：両国国技館
  - ネット局：東海ラジオ、南日本放送
- 2024年12月31日 22:00 - 2025年（巳年）01月01日 01:00
  - さだまさしカウントダウンスぺシャル in 国技館～巳（み）来へ　蛇（じゃ）ンプ！頑張って長蛇（ちょうだ）い！！～
  - 会場：両国国技館
  - ネット局：【フルネット】秋田放送、北日本放送、静岡放送、東海ラジオ[12]、KBS京都、ラジオ関西、南海放送／【0:00飛び乗り】北海道放送、青森放送、IBC岩手放送、東北放送、山形放送、LuckyFM茨城放送、栃木放送、新潟放送、信越放送、山梨放送、北陸放送、福井放送、和歌山放送、中国放送、山口放送、西日本放送、四国放送、高知放送、RKB毎日放送、長崎放送、大分放送、熊本放送、宮崎放送、南日本放送、ラジオ沖縄

## 関連番組
- さだまさし セイ!シュン49.69（2021年）
- 1時の鬼の魔酔い（東海ラジオ、2022年 - ）